# هربراندستون
هربراندستون (به انگلیسی: Herbrandston) یک منطقهٔ مسکونی در بریتانیا است که در پمبروکشر واقع شده‌است. هربراندستون ۳۹۷ نفر جمعیت دارد.